# Zamboanga del Sur

Prowincja Zamboanga del Sur na mapie Filipin

Zamboanga del Sur – prowincja na Filipinach w regionie Zamboanga Peninsula, położona w zachodniej części wyspy Mindanao.
Od południa granicę wyznacza Zatoka Moro, od północy prowincje Zamboanga del Norte i Zamboanga Sibugay, od wschodu prowincje Misamis Occidental, Lanao del Norte oraz Zatoka Iligan. Powierzchnia: 4499,5 km². Liczba ludności: 914 278 mieszkańców (2007). Gęstość zaludnienia wynosi 203,2 mieszk./km². Stolicą prowincji jest Pagadian.